# Trey Spruance
Preston Lea Spruance III, eller "Trey Spruance" är en amerikansk låtskrivare, producent, och musiker. Han är mest känd för att ha spelat gitarr och keyboard i bandet Mr. Bungle, men har även varit med och spelat in ett album med Faith No More.
Idag har Trey Spruance ett skivbolag, Mimicry Records, som ger ut ett antal tongivande band inom avant-garde metal och rock, däribland hans eget projekt Secret Chiefs 3 där ett stort antal musiker deltar.